# Clintonia
Clintonia ist eine Pflanzengattung innerhalb der Familie der Liliengewächse (Liliaceae). Die nur fünf Arten sind in gemäßigten bis subarktischen Gebieten auf der Nordhalbkugel verbreitet.

## Beschreibung

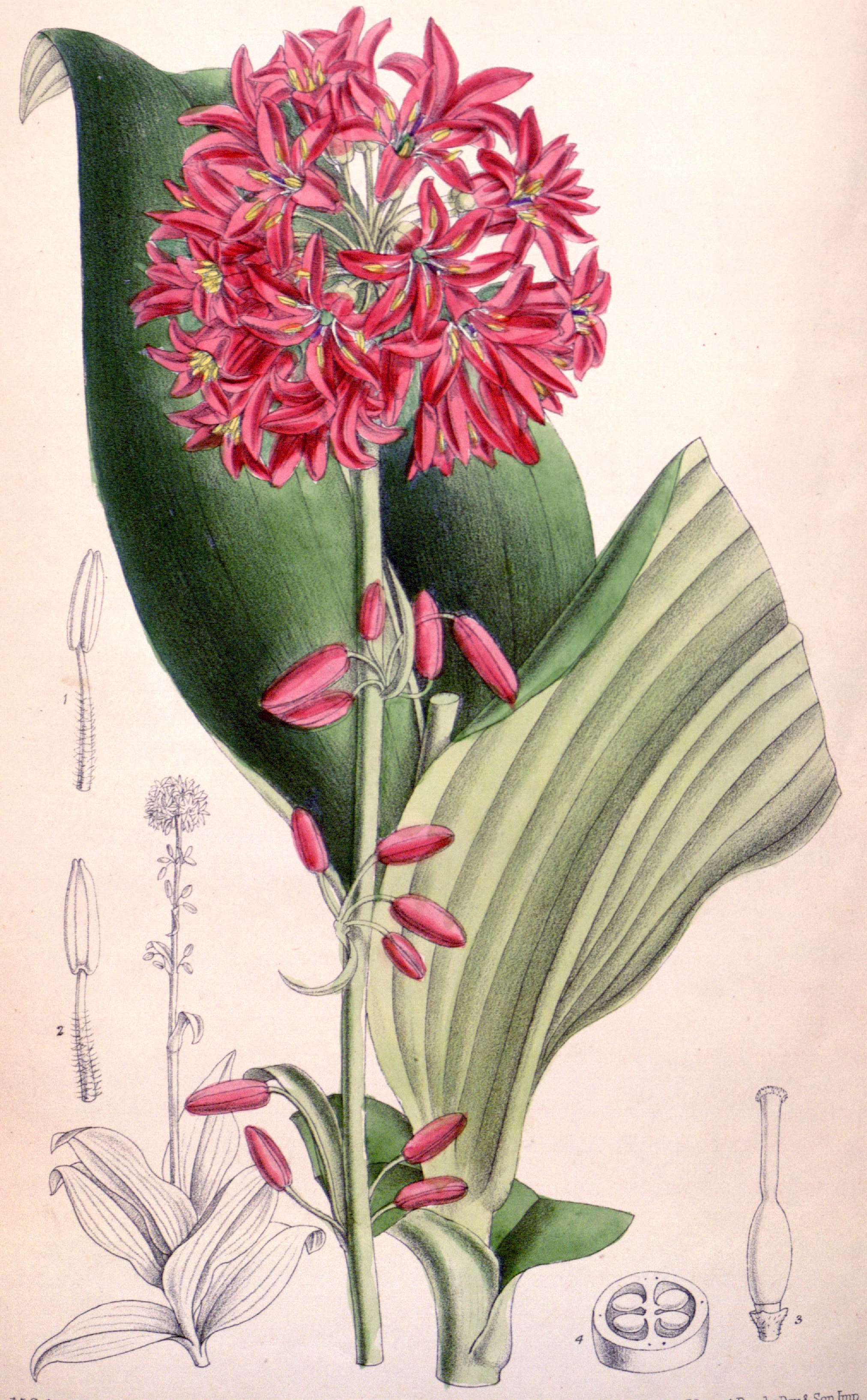
Illustration von Clintonia andrewsiana

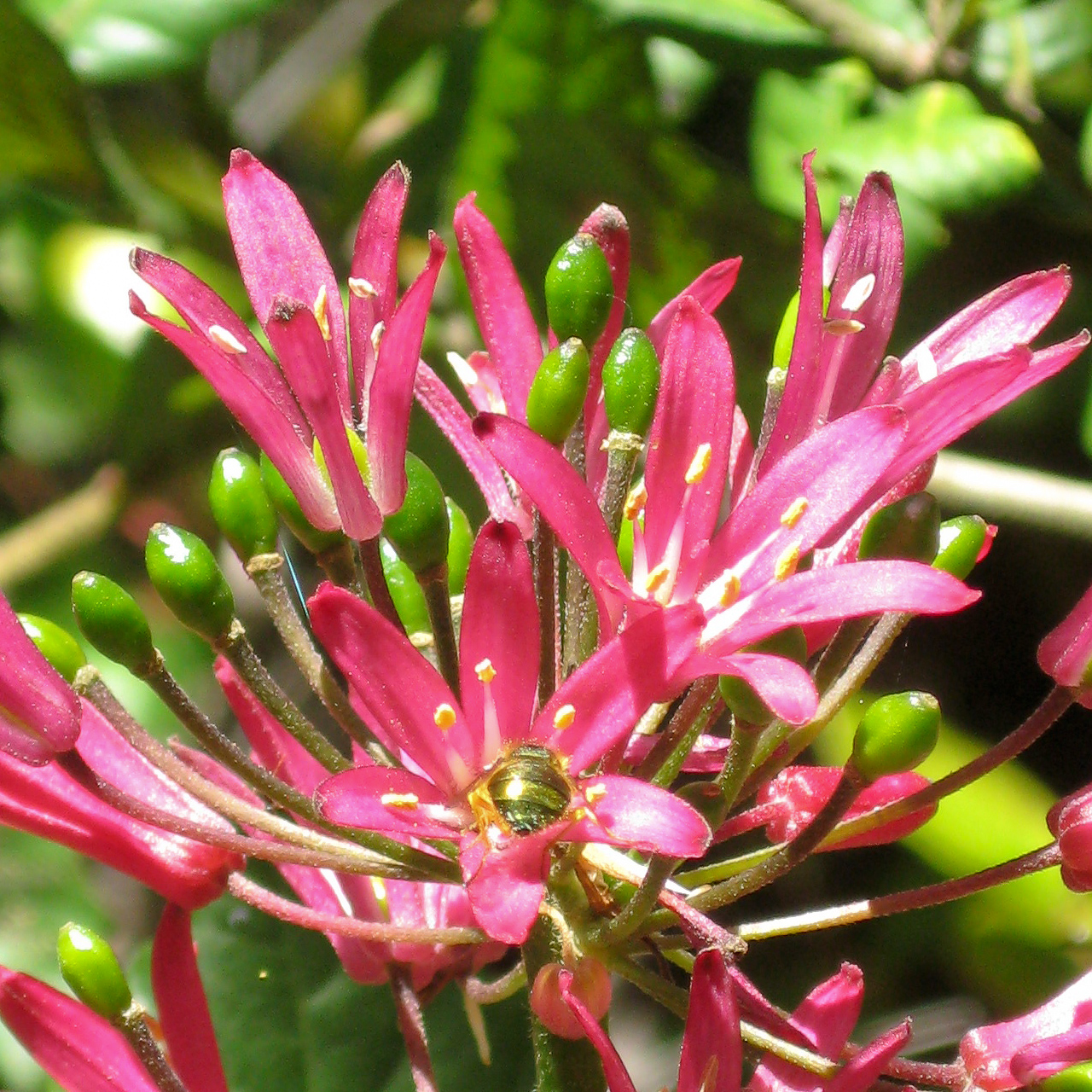
Ausschnitt eines Blütenstandes von Clintonia andrewsiana

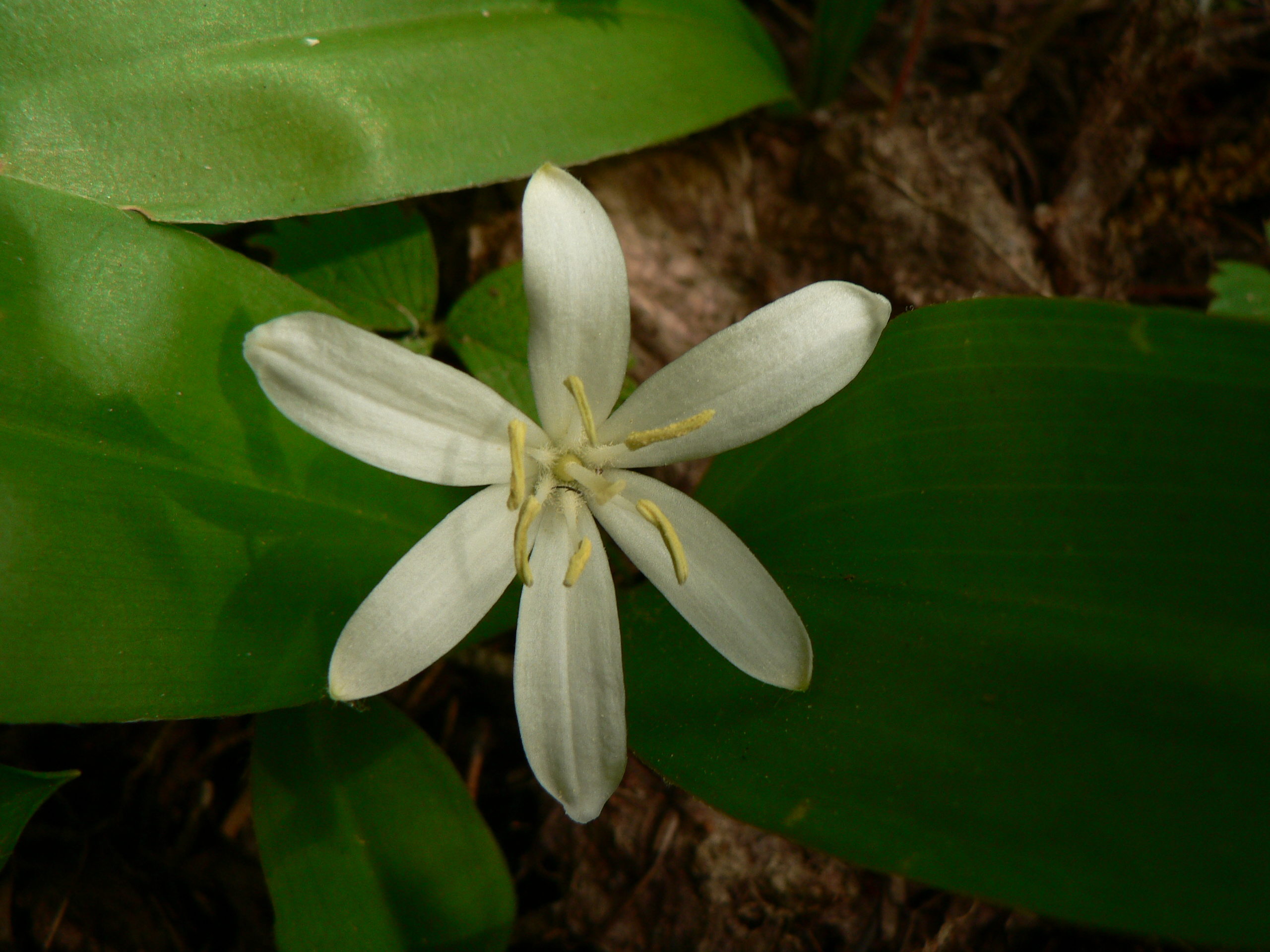
Dreizählige Blüte von Clintonia uniflora mit sechs Staubblättern mit behaarten Staubfäden

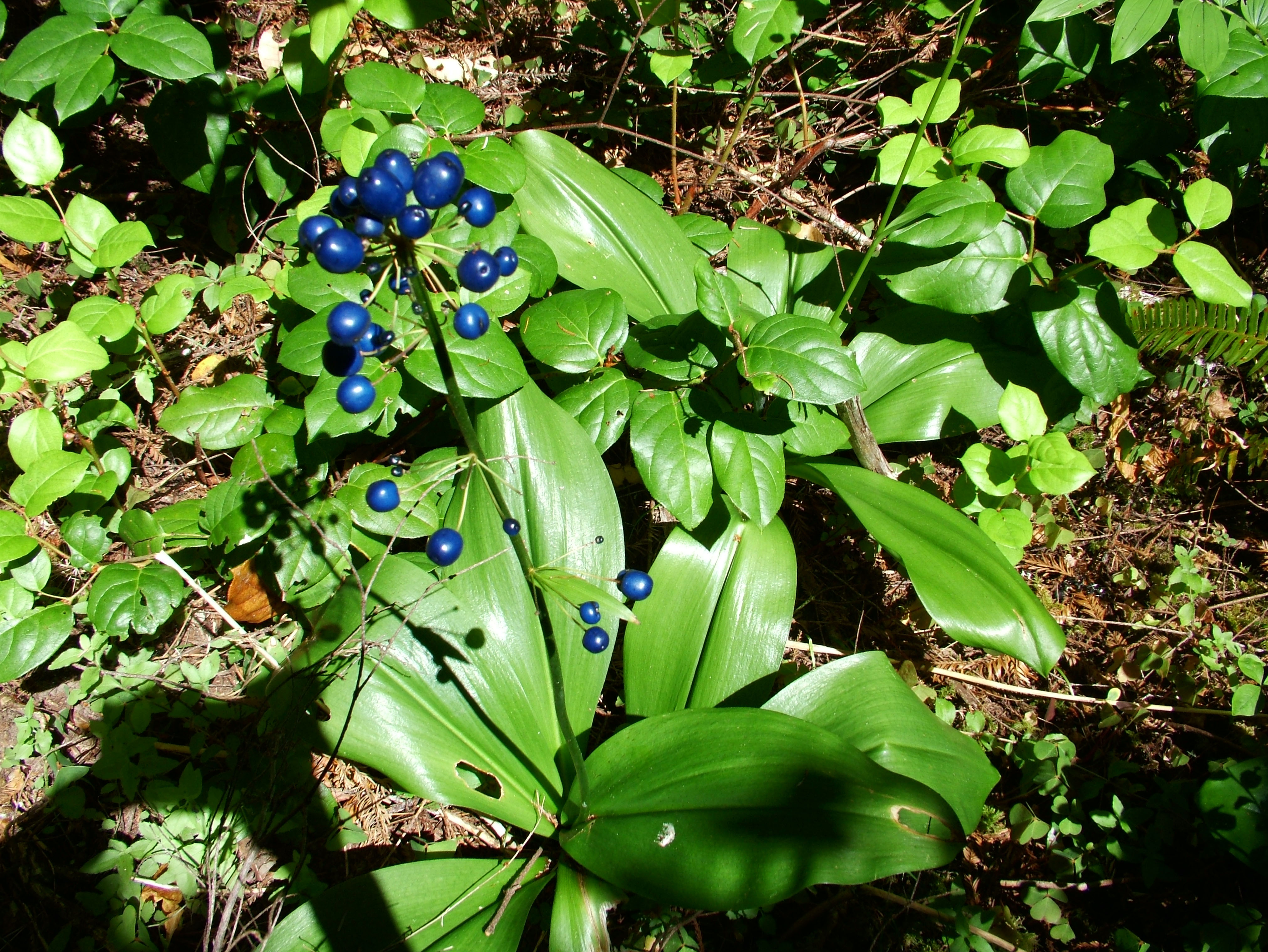
Habitus und Fruchtstand mit reifen Beeren von Clintonia andrewsiana

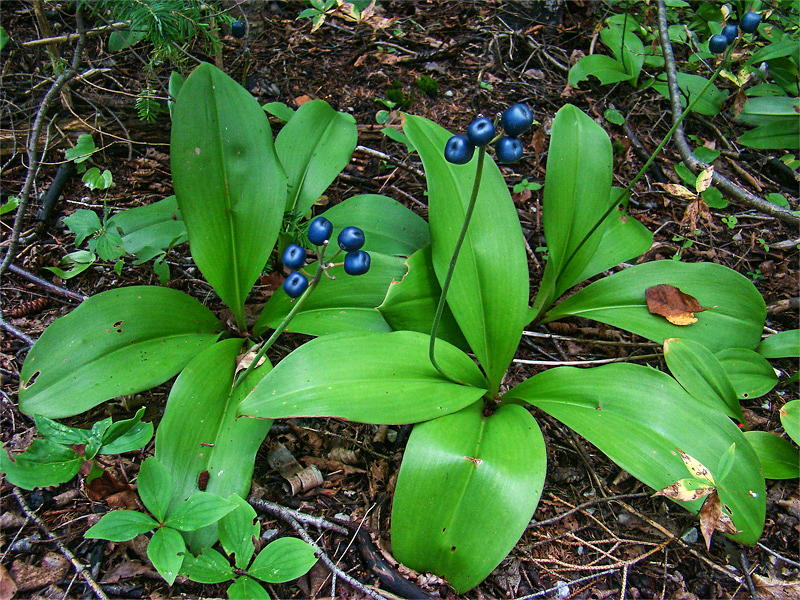
Habitus und Fruchtstände mit reifen Beeren von Clintonia borealis

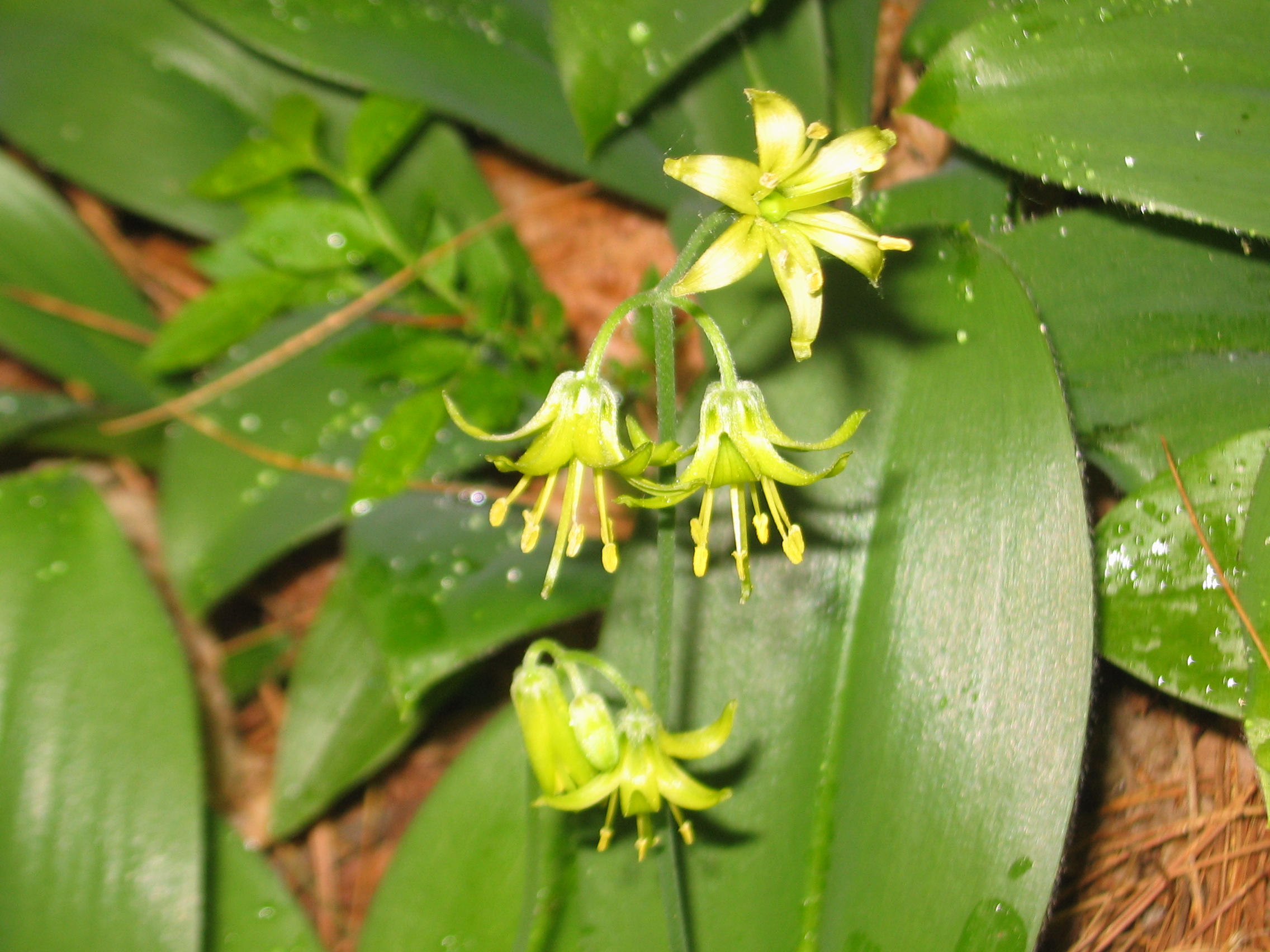
Blütenstand von Clintonia borealis

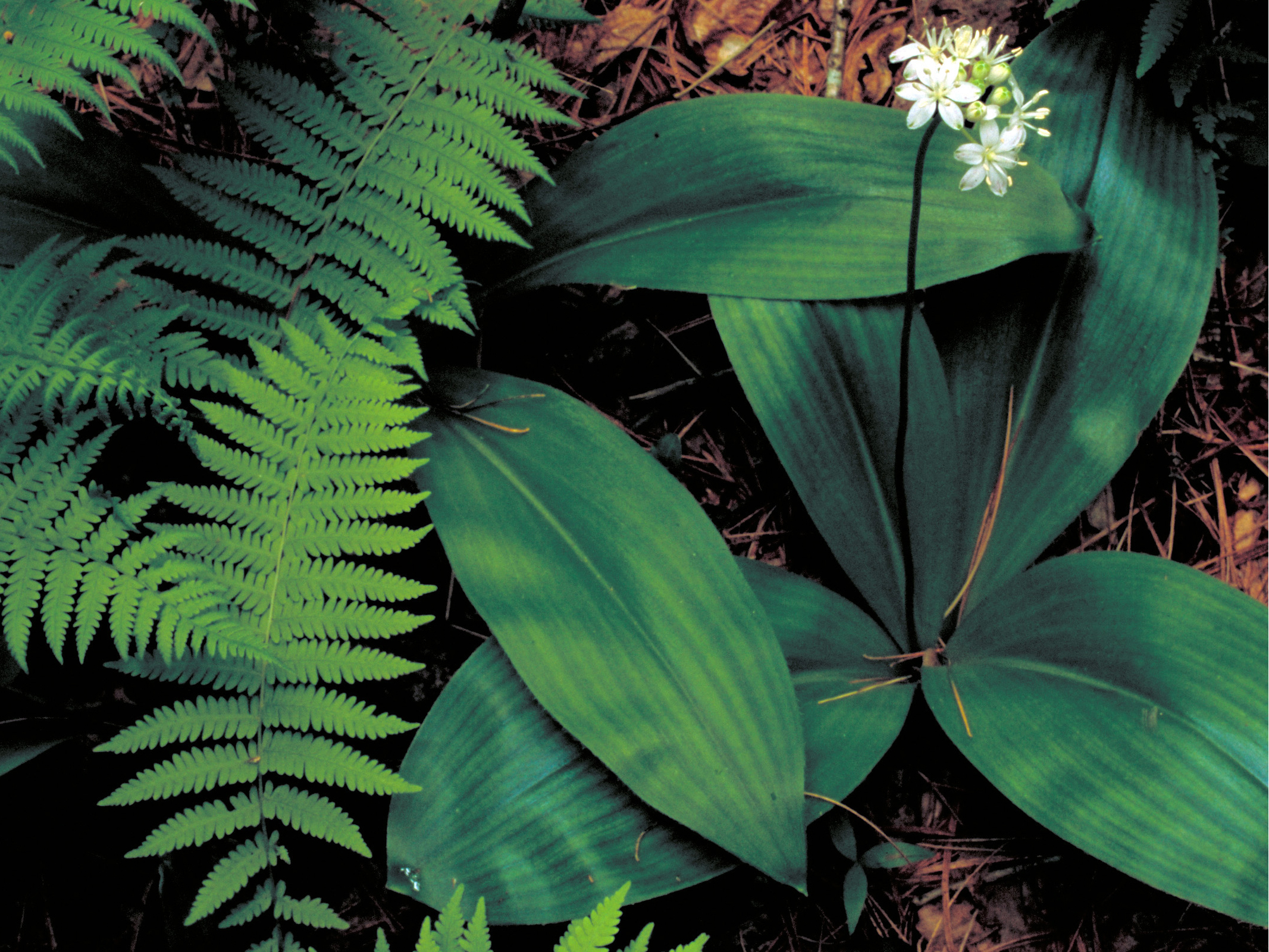
Habitus und Blütenstand von Clintonia umbellulata

### Erscheinungsbild und Blätter
Clintonia-Arten sind ausdauernde krautige Pflanzen. Es werden kurze Rhizome mit Durchmessern von 1,5 bis 8 cm als Überdauerungsorgane gebildet. An den Rhizomen werden dünne, faserige Wurzeln gebildet.
Grundständig auf dem Rhizom sitzen zwei bis sechs ungestielte Laubblätter und bei manchen Arten können auch gestielte Laubblätter am Stängel vorkommen. Die verkehrt-eiförmige bis verkehrt-lanzettliche Blattspreite besitzt einen markanten Mittelnerv und ist etwas behaart mit glattem Rand.

### Blütenstände und Blüten
Die Blüten stehen endständig selten einzeln oder meist zu mehreren bis zu 45 in doldigen oder in traubigen Blütenständen zusammen. Die Tragblätter sind laubblattähnlich oder linealisch.
Die zwittrigen Blüten sind dreizählig. Die sechs freien, fast gleichgestaltigen Blütenhüllblätter sind aufrecht bis ausgebreitet, verkehrt-eiförmig bis schmal verkehrt-lanzettlich und weiß oder gelb. Es sind Nektarien vorhanden. Es sind sechs fertile Staubblätter vorhanden. Die an der Basis der Blütenhüllblätter inserierten Staubfäden sind verbreitert und an ihrer Basis flaumig behaart. Die Staubbeutel sind länglich-verkehrt-eiförmig bis länglich-lineal. Der eiförmige bis fast zylindrische, meist zwei-, selten dreikammerige Fruchtknoten ist oberständig und kahl. In jeder Fruchtknotenkammer befinden sich zwei bis zehn Samenanlagen. Der säulenförmige, seitlich etwas zusammengedrückte Griffel endet in einer leicht meist zwei-, selten dreilappigen Narbe. Die ungleich langen Blütenstiele verlängern sich bis zur Fruchtreife und richten sich auf.

### Früchte und Samen
Die ellipsoiden bis eiförmigen, glatten Beeren sind bei Reife metallisch blau bis schwarz und enthalten 4 bis 30 Samen. Die glänzend braunen Samen sind zwei- oder dreikantig.

### Chromosomensätze
Die Chromosomengrundzahl beträgt x = 7. Die nordamerikanischen Arten sind mit meist 2n = 28 polyploid.

## Systematik und Verbreitung
Die Gattung Clintonia wurde 1818 durch Constantine S. Rafinesque-Schmaltz in American monthly magazine and critical review, 2, S. 266 mit der Typusart Clintonia borealis (Aiton) Raf. aufgestellt. Der wissenschaftliche Gattungsname Clintonia ehrt den amerikanischen Politiker DeWitt Clinton (1769–1828). Clintonia ist nah mit Medeola verwandt.
Die Clintonia-Arten gedeihen in den gemäßigten bis subarktischen Zonen der Nordhalbkugel. Nur Clintonia udensis ist in Asien beheimatet. Die anderen vier Arten kommen in Nordamerika vor.
Die Gattung Clintonia enthält nur fünf Arten:
- Clintonia andrewsiana Torr.: Sie gedeiht in Höhenlagen von 0 bis 400 Metern im südwestlichen Oregon und westlichen Kalifornien.[1]
- Clintonia borealis (Aiton) Raf.: Sie gedeiht in Höhenlagen von 0 bis 1600 Metern von den kanadischen Provinzen New Brunswick, Newfoundland, Nova Scotia, Ontario, Prince Edward Island, Quebec sowie Manitoba bis in die nördlichen und östlichen US-Bundesstaaten Connecticut, Indiana, Maine, Massachusetts, Michigan, New Hampshire, New Jersey, New York, Ohio, Pennsylvania, Rhode Island, Vermont, West Virginia, Illinois, Minnesota, Wisconsin, Georgia, Maryland, North Carolina, Tennessee sowie Virginia.[1]
- Clintonia udensis Trautv. & C.A.Mey.: Das weite Verbreitungsgebiet reicht vom Himalaja mit Indien (Uttar Pradesh, West Bengal), Bhutan, Sikkim, Nepal sowie Myanmar über China (Gansu, Hebei, Heilongjiang, Henan, Hubei, Jilin, Liaoning, Shaanxi, Shanxi, Sichuan, Yunnan sowie Xizang) bis Russlands Fernen Osten (Amur, Khabarovsk, Primorje, Kurilen, Sakhalin) und Nord- sowie Südkorea bis Japan (Hokkaidō, Honshu).[2][3]
- Clintonia umbellulata (Michx.) Morong: Sie gedeiht in Höhenlagen von 200 bis 1000 Metern in den östlichen US-Bundesstaaten New York, Ohio, Pennsylvania, West Virginia, Georgia, Kentucky, Maryland, North Carolina, South Carolina, Tennessee sowie Virginia.[1]
- Clintonia uniflora (Menzies ex Schult. & Schult. f.) Kunth: Sie gedeiht in Höhenlagen von 0 bis 2600 Metern vom südlichen Alaska über die westlichen kanadischen Provinzen Alberta sowie British Columbia und die westlichen US-Bundesstaaten Idaho, Montana, Oregon, Washington bis zum östlichen Kalifornien.[1][3]

## Nutzung
Indigene Völker des östlichen und westlichen Nordamerika nutzten Clintonia-Arten als Augen- und Herzmedizin, des Weiteren zur Linderung bei dermatologischen und gynäkologischen Beschwerden.